# Linea Saltivs'ka
La linea Saltivs'ka, in ucraino Saltivs'ka linija (Салтiвська лінія), in russo Saltovskaja linija (Салтовская линия), è una linea della metropolitana di Charkiv, che risale al 1984

## Stazioni
| Nome in ucraino                             | Nome in russo                               |
| ------------------------------------------- | ------------------------------------------- |
| Heroïv Praci (Героїв Праці)                 | Geroev Truda (Героев Труда)                 |
| Students'ka (Студентська)                   | Studenčeskaja (Студенческая)                |
| Akademika Pavlova (Академіка Павлова)       | Akademika Pavlova (Академика Павлова)       |
| Akademika Barabašova (Академіка Барабашова) | Akademika Barabašova (Академика Барабашова) |
| Kyïvs'ka (Київська)                         | Kievskaja (Киевская)                        |
| Jaroslava Mudroho (Ярослава Мудрого)        | Jaroslava Mudrogo (Ярослава Мудрого)        |
| Universytet (Університет)                   | Universitet (Университет)                   |
| Istoryčnyj muzej (Історичний музей)         | Istoričeskij muzej (Исторический музей)     |